# 烏口腕筋
烏口腕筋（うこうわんきん、英語: coracobrachialis muscle）は人間の上肢の筋肉。名の通り起始部が烏口突起から起こり、内下方に向かっては上腕骨の内側前面中部に停止する。支配神経は腕神経叢の外側神経束の枝である筋皮神経である。
作用としては上腕の屈曲と内転を行う。屈曲時には上腕筋、上腕二頭筋などと共に協調して働く。